# 谢尔登剧院
谢尔登剧院（Sheldonian Theatre）位于英国牛津宽街，建于1664年到1668年，由克里斯多佛·雷恩为牛津大学设计。该建筑以该项目的主要财政支持者，当时的校长吉尔伯特，谢尔登命名。它用于音乐会，讲座和大学的仪式，并不用来表演戏剧。